# Kurin
Kurin (ukrajinsko курінь, latinizirano: kurin') je kozaški vojaški izraz.
V Zaporoški vojski je bil administrativno-vojaška enota, enakovredna bataljonu štiristo do osemsto mož. Razdeljen je bil v tri do štiri stotnije (ukrajinsko Сотня, sotnija). Atamani kurinov so bili organizirani v koš, ki mu je poveljeval koški ataman. Zaporoška vojska je imela 38 kurinov. Ko so bili kurini reorganizirani v kubane, se je njihovo število povečalo za dva. 
V Kozaškem hetmanatu je bil kurin del sotnije in je štel 10 do 40 kozakov.
V Ukrajinski ljudski republiki (1917-1921) so bil seški strelci sprva organizirani kot kurin, ki se je kasneje povečal. Po državnem udaru Pavla Skoropadskega je bil kurin razpuščen.
Med drugo svetovno vojno je bil kurin osnovna borbena enota Ukrajinske vstajniške vojske, ki se je borila proti nacistični Nemčiji. 
V nekih obdobjih je izraz kurin lahko pomenil tudi vas ali najnižji čin v kozaški vojski.

## Sklic
1. ↑   Mikaberidze, Aleksander. The Russian officer Corps in the Revolutionary and Napoleonic Wars. Savas Beatie, New York, 2005.